# Meta Hrovat
Meta Hrovat (ur. 2 marca 1998 w Lublanie) – słoweńska narciarka alpejska, wielokrotna medalistka mistrzostw świata juniorów i brązowa medalistka igrzysk olimpijskich młodzieży.

## Kariera
Po raz pierwszy na arenie międzynarodowej pojawiła się 4 grudnia 2014 roku w Geilo, gdzie w zawodach FIS Race nie ukończyła pierwszego przejazdu w slalomie. W 2016 roku wystartowała na igrzyskach olimpijskich młodzieży w Lillehammer, gdzie wywalczyła brązowy medal w tej konkurencji. W tym samym roku wzięła też udział w mistrzostwach świata juniorów w Soczi, gdzie zajęła między innymi 26. miejsce w gigancie. Na rozgrywanych rok później mistrzostwach świata juniorów w Åre zdobyła srebrny medal w superkombinacji. Kolejne medale zdobyła podczas mistrzostw świata juniorów w Davos, gdzie była najlepsza w slalomie oraz druga w superkombinacji.
W zawodach Pucharu Świata zadebiutowała 28 grudnia 2015 roku w Lienzu, gdzie nie zakwalifikowała się do pierwszego przejazdu giganta. Pierwsze pucharowe punkty wywalczyła nieco ponad rok później, 29 grudnia 2016 roku w Semmering, kończąc slalom na 28. miejscu. Na podium zawodów pucharowych po raz pierwszy stanęła 27 stycznia 2018 roku w Lenzerheide, kończąc rywalizację w gigancie na trzeciej pozycji. Wyprzedziły ją tam jedynie Francuzka Tessa Worley i Viktoria Rebensburg z Niemiec.
W październiku 2022 roku zakończyła karierę.

## Osiągnięcia

### Igrzyska olimpijskie
| Miejsce | Dzień     | Rok  | Miejscowość | Konkurencja | Czas biegu | Strata | Zwyciężczyni     |
| ------- | --------- | ---- | ----------- | ----------- | ---------- | ------ | ---------------- |
| 14.     | 15 lutego | 2018 | Pjongczang  | Gigant      | 2:20,02    | +2,33  | Mikaela Shiffrin |
| 21.     | 16 lutego | 2018 | Pjongczang  | Slalom      | 1:38,63    | +3,87  | Frida Hansdotter |
| 7.      | 7 lutego  | 2022 | Pekin       | Gigant      | 1:55,69    | +1,35  | Sara Hector      |
| DNF1    | 9 lutego  | 2022 | Pekin       | Slalom      | 1:44,98    | –      | Petra Vlhová     |

### Mistrzostwa świata
| Miejsce | Dzień     | Rok  | Miejscowość       | Konkurencja       | Czas biegu | Strata | Zwyciężczyni                        |
| ------- | --------- | ---- | ----------------- | ----------------- | ---------- | ------ | ----------------------------------- |
| 22.     | 14 lutego | 2019 | Åre               | Gigant            | 2:01,97    | +3,09  | Petra Vlhová                        |
| DSQ1    | 16 lutego | 2019 | Åre               | Slalom            | 1:57,05    | –      | Mikaela Shiffrin                    |
| 28.     | 11 lutego | 2021 | Cortina d’Ampezzo | Supergigant       | 1:25,51    | +3,20  | Lara Gut-Behrami                    |
| DNF2    | 15 lutego | 2021 | Cortina d’Ampezzo | Superkombinacja   | 2:07,22    | –      | Mikaela Shiffrin                    |
| 16.     | 16 lutego | 2021 | Cortina d’Ampezzo | Gigant równoległy | –          | –      | Marta Bassino Katharina Liensberger |
| DNF2    | 18 lutego | 2021 | Cortina d’Ampezzo | Gigant            | 2:30,66    | –      | Lara Gut-Behrami                    |
| DNF1    | 20 lutego | 2021 | Cortina d’Ampezzo | Slalom            | 2:30,66    | –      | Katharina Liensberger               |

### Mistrzostwa świata juniorów
| Miejsce | Dzień       | Rok  | Miejscowość  | Konkurencja     | Czas biegu | Strata | Zwyciężczyni        |
| ------- | ----------- | ---- | ------------ | --------------- | ---------- | ------ | ------------------- |
| 26.     | 2 marca     | 2016 | Soczi        | Gigant          | 2:12,39    | +8,58  | Jasmina Suter       |
| DNF2    | 5 marca     | 2016 | Soczi        | Slalom          | 1:37,41    | –      | Elisabeth Willibald |
| 4.      | 12 marca    | 2017 | Åre          | Gigant          | 1:58,38    | +1,38  | Laura Pirovano      |
| 5.      | 13 marca    | 2017 | Åre          | Slalom          | 1:42,81    | +1,02  | Camille Rast        |
| 6.      | 9 marca     | 2017 | Åre          | Supergigant     | 1:15,10    | +2,01  | Nadine Fest         |
| 2.      | 10 marca    | 2017 | Åre          | Superkombinacja | 2:09,05    | +0,46  | Nadine Fest         |
| DNF1    | 30 stycznia | 2018 | Davos        | Gigant          | 1:39,66    | –      | Julia Scheib        |
| 1.      | 31 stycznia | 2018 | Davos        | Slalom          | 1:46,51    | –      | –                   |
| DNF     | 4 lutego    | 2018 | Davos        | Supergigant     | 1:12,22    | –      | Kajsa Vickhoff Lie  |
| 2.      | 5 lutego    | 2018 | Davos        | Superkombinacja | 2:03,41    | +0,56  | Aline Danioth       |
| DNF2    | 19 lutego   | 2019 | Val di Fassa | Gigant          | 1:54,99    | –      | Alice Robinson      |
| 1.      | 20 lutego   | 2019 | Val di Fassa | Slalom          | 1:47,70    | –      | –                   |

### Igrzyska olimpijskie młodzieży
| Miejsce | Dzień     | Rok  | Miejscowość | Konkurencja     | Czas biegu | Strata | Zwyciężczyni     |
| ------- | --------- | ---- | ----------- | --------------- | ---------- | ------ | ---------------- |
| DNF     | 13 lutego | 2016 | Lillehammer | Supergigant     | 1:11,93    | –      | Nadine Fest      |
| DNQ     | 14 lutego | 2016 | Lillehammer | Superkombinacja | 1:55,74    | –      | Aline Danioth    |
| 4.      | 16 lutego | 2016 | Lillehammer | Gigant          | 2:33,28    | +0,95  | Mélanie Meillard |
| 3.      | 18 lutego | 2016 | Lillehammer | Slalom          | 1:43,21    | +2,65  | Mélanie Meillard |

### Puchar Świata

#### Miejsca w klasyfikacji generalnej
- sezon 2016/2017: 102.
- sezon 2017/2018: 50.
- sezon 2018/2019: 36.
- sezon 2019/2020: 25.
- sezon 2020/2021: 25.
- sezon 2021/2022: 55.

#### Miejsca na podium chronologicznie
| Nr | Dzień       | Rok  | Miejscowość   | Konkurencja | Czas biegu | Lok. | Strata | Zwyciężczyni   |
| -- | ----------- | ---- | ------------- | ----------- | ---------- | ---- | ------ | -------------- |
| 1. | 27 stycznia | 2018 | Lenzerheide   | gigant      | 2:12,26    | 3.   | +1,45  | Tessa Worley   |
| 2. | 15 lutego   | 2020 | Kranjska Gora | gigant      | 1:55,91    | 3.   | +1,59  | Alice Robinson |
| 3. | 17 stycznia | 2021 | Kranjska Gora | gigant      | 2:18,79    | 3.   | +0,73  | Marta Bassino  |
| 4. | 21 marca    | 2021 | Lenzerheide   | gigant      | 2:19,96    | 3.   | +0,48  | Alice Robinson |